# Michaela Kurimsky

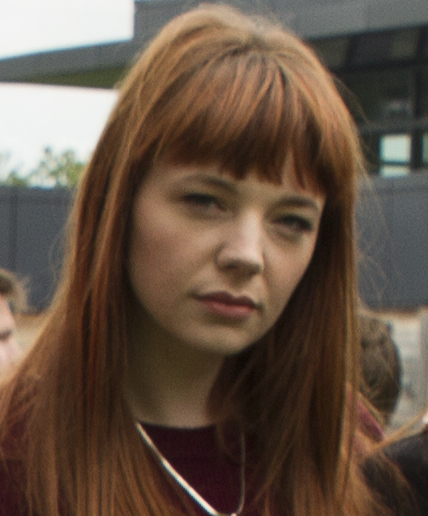
Michaela Kurimsky (2018)

Michaela Kurimsky (* 3. August 1992 in Toronto, Ontario) ist eine kanadische Schauspielerin, Szenenbildnerin, Drehbuchautorin und Filmregisseurin.

## Leben
Kurimsky wurde in Kanada geboren und wuchs auch dort auf. Sie studierte an der Ryerson University, die sie mit einem Bachelor of Fine Arts in Filmwissenschaften verließ. Seit 2013 ist sie als Filmschauspielerin tätig. 2014 schrieb sie das Drehbuch für den Kurzfilm Alouette und war auch für die Regie zuständig. Er wurde am 13. Mai 2014 auf dem Ryerson University Film Festival uraufgeführt. In dem 2018 erschienenen Spielfilm Firecrackers hatte sie die Hauptrolle inne. Der Film wurde am 8. September 2018 auf dem Toronto International Film Festival uraufgeführt und Kurimsky wurde aufgrund ihrer Leistungen den talentiertesten Schauspielern, den sogenannten „Rising Stars“, zugeordnet. Für ihre Leistung in dem Film wurde sie auf dem Internationales Filmfestival von Stockholm am 9. November 2018 als beste Schauspielerin ausgezeichnet.

## Filmografie

### Schauspieler
- 2013: Set No Path (Kurzfilm)
- 2015: Sequela
- 2017: Blind Arcade (Kurzfilm)
- 2018: Firecrackers
- 2019: A Fire in the Cold Season
- 2020: Hudson & Rex (Fernsehserie, Episode 2x15)
- 2020: Succor (Kurzfilm)

### Szenenbild
- 2014: Bull (Kurzfilm)
- 2015: Oxford (Kurzfilm)
- 2015: Lost Cause (Kurzfilm)
- 2016: Her Friend Adam (Kurzfilm)
- 2016: The Intestine
- 2016: It's No Real Pleasure in Life (Kurzfilm)
- 2017: My Brother's Rifle (Kurzfilm)
- 2017: Bedtime Stories for Men (Fernsehserie, 5 Episoden)
- 2017: Game (Kurzfilm)
- 2019: Buzzard (Kurzfilm)
- 2019: Goliath

### Drehbuch & Regie
- 2014: Alouette (Kurzfilm)